# Fernanda Paes Leme
Fernanda Miranda Paes Leme de Abreu (4 de junio de 1983 en São Paulo) es una actriz brasileña.

## Biografía
Hija del comentarista deportivo Álvaro José, mostró interés por la actuación desde muy temprana edad. Su debut actoral se dio el programa de televisión Sandy & Junior, Rede Globo, papel en el que permanecería por cuatro años.
Luego de la conclusión de la serie, actuó en la telenovela Agora É Que São Elas, y en la miniserie Un Solo Corazón.
En 2009, Fernanda participó en la novela Paraíso. Al poco tiempo encarnó el papel de Doña Flor en el espectáculo teatral Doña Flor y sus dos maridos, reemplazando a Carol Castro.
En 2011, actuó en la telenovela Insensato Coração.

## Filmografía

### Tv
| Año  | Título                             | Rol                         | Notas                                    |
| ---- | ---------------------------------- | --------------------------- | ---------------------------------------- |
| 1998 | Sandy & Junior                     | Patrícia (Patty)            | 1998-2003                                |
| 2003 | Sítio do Picapau Amarelo           | Clarice                     | Cameo                                    |
| 2003 | Agora É que São Elas               | Karina                      |                                          |
| 2004 | Um Só Coração                      | Elisa Furtado               |                                          |
| 2004 | Da Cor do Pecado                   | Nieta Bazaróv               | Cameo                                    |
| 2005 | América                            | Rosário                     |                                          |
| 2006 | Dom                                | Cali                        | Globo TV Special                         |
| 2007 | Mandrake                           | Flora Green                 | Episodio: "Lígia"                        |
| 2007 | Amazônia, de Galvez a Chico Mendes | Belinha                     |                                          |
| 2007 | Desejo Proibido                    | Teresa Mendonça (Teresinha) |                                          |
| 2008 | Casos e Acasos                     | Cristiane                   | Episodio: "O Colchão, a Mala e a Balada" |
| 2008 | Faça Sua História                  | Evelyn                      | Episodio: "A Herança de Napoleão"        |
| 2009 | Paraíso                            | Maria Rosa Medeiros         |                                          |
| 2009 | Superbonita                        | Sí misma                    | Presenter                                |
| 2009 | Xuxa Especial de Natal             | Blue Pastorinha             | Especial de Navidad                      |
| 2010 | S.O.S. Emergência                  | Graça                       | Episodio: "Várias Vezes ao Dia"          |
| 2010 | Força-Tarefa                       | Estéfani                    | Episodio: "Perda Total"                  |
| 2011 | Insensato Coração                  | Irene Brandão               |                                          |
| 2012 | As Brasileiras                     | Luiza                       | Episodio: "A Reacionária do Pantanal"    |
| 2012 | Salve Jorge                        | Márcia                      |                                          |
| 2013 | Porta dos Fundos                   | Cláudia                     | Episodio: "Homens"                       |
| 2014 | Amor Veríssimo                     | Seis personajes             |                                          |
| 2014 | Superstar                          | Sí misma                    | Presentadora                             |
| 2016 | X Factor                           | Anfittiona                  |                                          |

### Películas
| Año  | Título                       | Papel    |
| ---- | ---------------------------- | -------- |
| 2007 | O Homem Que Desafiou o Diabo | Genifer  |
| 2007 | Podecrer!                    | Melissa  |
| 2011 | Cilada.com                   | Fernanda |